# Patalione Kanimoa
Patalione Kanimoa (* in Uvea, Wallis und Futuna) ist ein wallisianisch-französischer Politiker und seit dem 17. April 2016 der 52. König von Uvea.

## Karriere als Politiker
Ab dem 22. Januar 2001 war Patalione Kanimoa Präsident der Territorialversammlung von Wallis und Futuna. Dieses Amt hatte er bis zum 22. Februar 2005, und damit vier Jahre und einen Monat, inne. Sein Nachfolger wurde Albert Likuvalu. Von 2010 bis 2015 war er Mitglied im Rat für Wirtschaft, Soziales und Umwelt in Frankreich.

## König von Uvea
Bei der Inthronisation des 52. Königs gab es in Uvea heftige Auseinandersetzungen, da zwei mögliche Könige rivalisierten. Der mit Patalione Kanimoa rivalisierende Tominiko Halagahu stammt aus einer königlichen Familie, die bis in die vorkoloniale Zeit zurückverfolgt werden kann. Die Häuptlinge der Distrikte Uveas oder der Dörfer von Uvea kündigten an, dass Tominiko Halagahu der neue König von Uvea nach einer zweijährigen Vakanz sein würde, die durch die Absetzung des letzten Königs von Uvea, Kapeliele Faupala, geschaffen wurde. Tominiko Halagahu wurde am 15. April 2016 inthronisiert.
Andere königliche Familien erklärten jedoch, sie erkennten die Entscheidung der Häuptlinge nicht an, und erklärten, dass die königlichen Familien für die Ernennung des neuen Königs zuständig seien und die Häuptlinge die Inthronisation organisierten und nicht umgekehrt. Unter den Familien, die gegen die Nominierung waren, ist die Familie von Tomasi Kulimoetoke II., der von 1959 bis zu seinem Tod im Jahr 2007 regierte. Sie schlugen Patalione Kanimoa vor, der am 17. April 2016 durch die königlichen Familien inthronisiert wurde. Der französische Präfekt, der das Gebiet verwaltete, erklärte den örtlichen Medien, dass der Staat sich nicht in die örtlichen, traditionellen Angelegenheiten einmischen würde. Jedoch hat Frankreich zwei Gesandte von Neukaledonien nach Uvea bestellt, um Sicherheit zu bieten. Als Resultat wurde am 3. Juni 2016 Patalione Kanimoa im Namen Frankreichs als neuer König von Uvea anerkannt. Das Eingreifen Frankreichs wurde scharf kritisiert, auch vom Präsidenten der Territorialversammlung von Wallis und Futuna, Mikaele Kulimoetoke.